# 皮卡迪利圓環站
皮卡迪利圓環站（英語：Piccadilly Circus tube station），港譯皮加地里圓環站，是英國倫敦皮卡迪利圓環正下方的倫敦地鐵車站，每個角落都設有入口。位於倫敦第1收費區，車站在皮卡迪利線位於綠園站與萊斯特廣場站之間，而在貝克盧線位於查令十字站和牛津圓環站之間。

## 歷史
此站於1906年3月10日作為貝克街及滑鐵盧鐵路（現時貝克盧線）一部分啟用，而大北方、皮卡迪利及布朗普頓鐵路（現時皮卡迪利線）一部分於1906年12月15日啟用。與其他車站一樣設有地面的票務廳（與當時許多倫敦中央所興建的車站一樣，由萊斯利·格林設計）。第一次世界大戰前與後發展的交通流量迫使車站改善設施。1907年有150萬人次使用此站，到了1922年已經增長到1800萬人次。因此其波定興建地下大廳和通風區，同時提供地下行人通道。工程於1925年2月開工並於1928年完工。整個工程耗資多於50萬英鎊。十一條扶手電梯各自引往服務車站的兩條路線的月台。這是扶手電梯的上方曾設有一幅由史蒂芬·波恩設計的壁畫，顯示以倫敦為中心的世界。這幅壁畫後來被廣告取代。

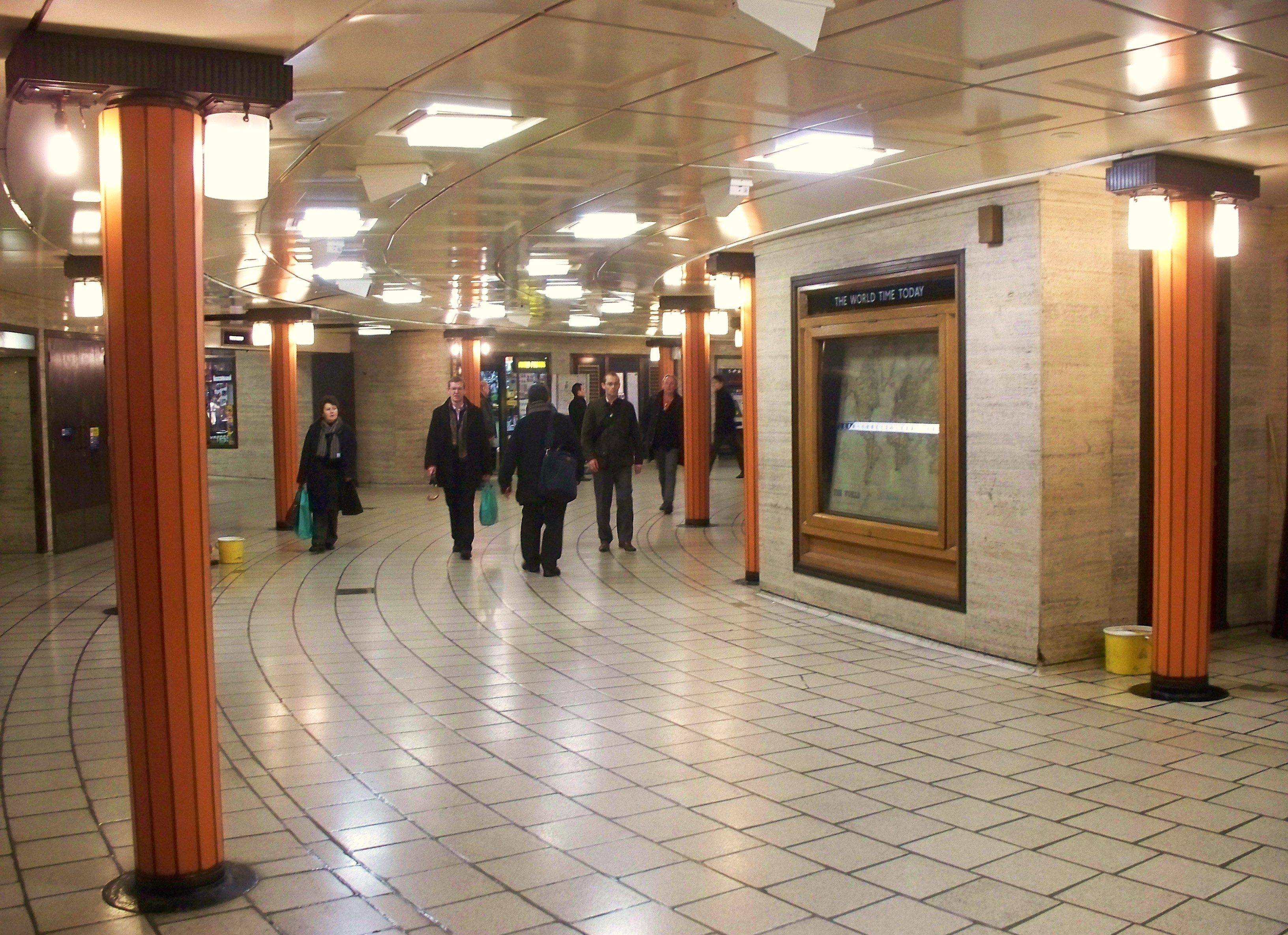
圓環下方的圓形車站大廳

萊斯利·格林設計的舊車站大樓在1929年7月21日關閉，並於1980年代拆除，以便在傑文街、皮卡迪利與乾草市場的角落興建一座大樓。
而皮卡迪利圓環站的貝克盧線月台則有一個獨特的景像：車站設計為對向式月台，但車站北端設有一個單隧道以便設置渡線，以致乘客可同時看到兩個月台。此站亦可作為貝克盧線南行列車的中間總站。皮卡迪利圓環是倫敦地鐵少數地面沒有相連大廈的車站之一。

## 未來
皮卡迪利圓環是計劃中的切爾西-哈克尼線（又名2號橫貫鐵路）其中一站。此站將位於維多利亞車站和托定咸宮路站之間。此站以下將需要興建新站，並對現有大樓進行大規劃改建。然而，此線若只是倫敦地鐵網絡而非英國全國鐵路網絡的話，將只設皮卡迪利圓環一站。這與許多此線在倫敦中央部分的計劃中車站一樣。

## 圖片

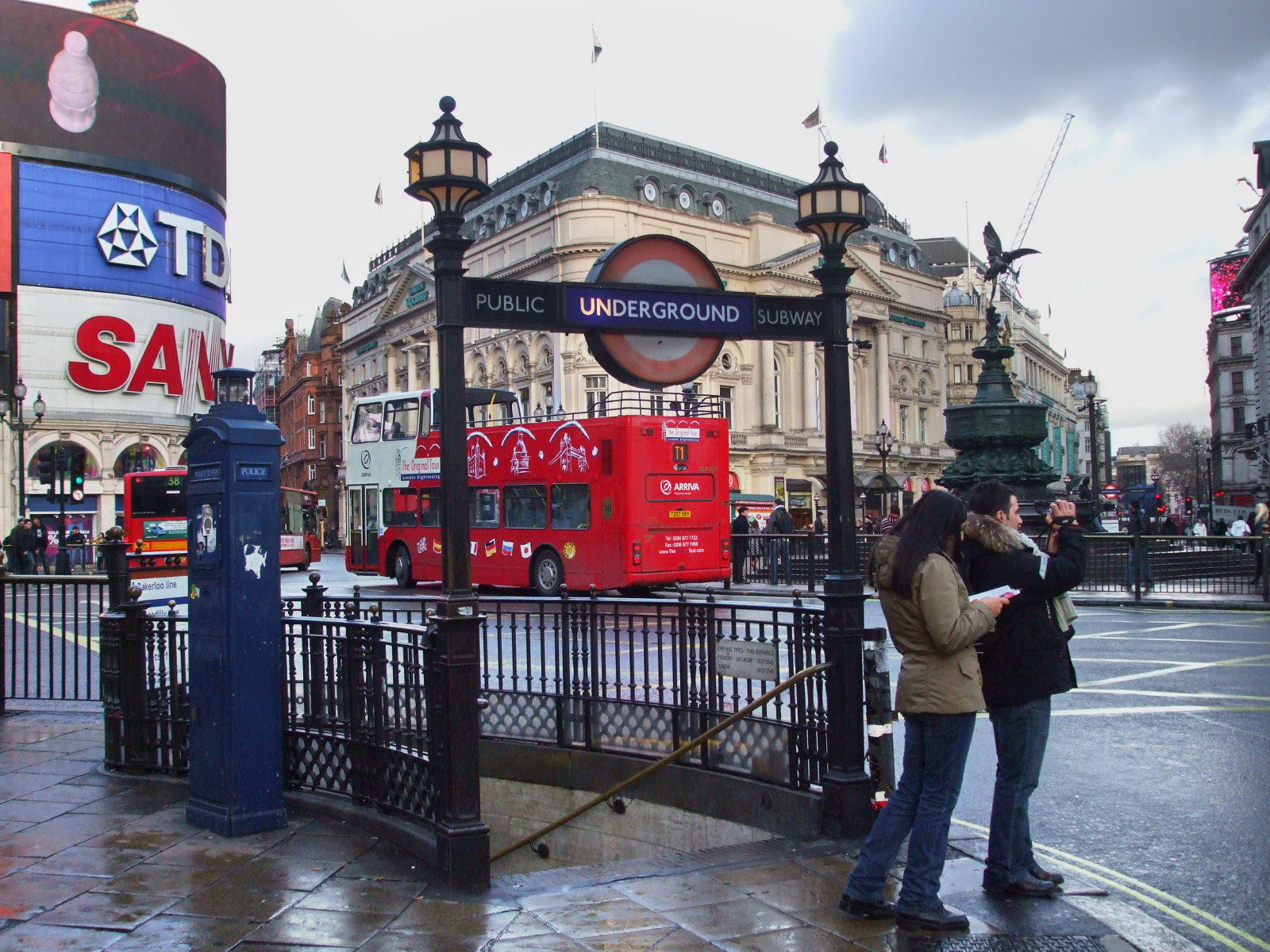
皮卡迪利圓環站入口
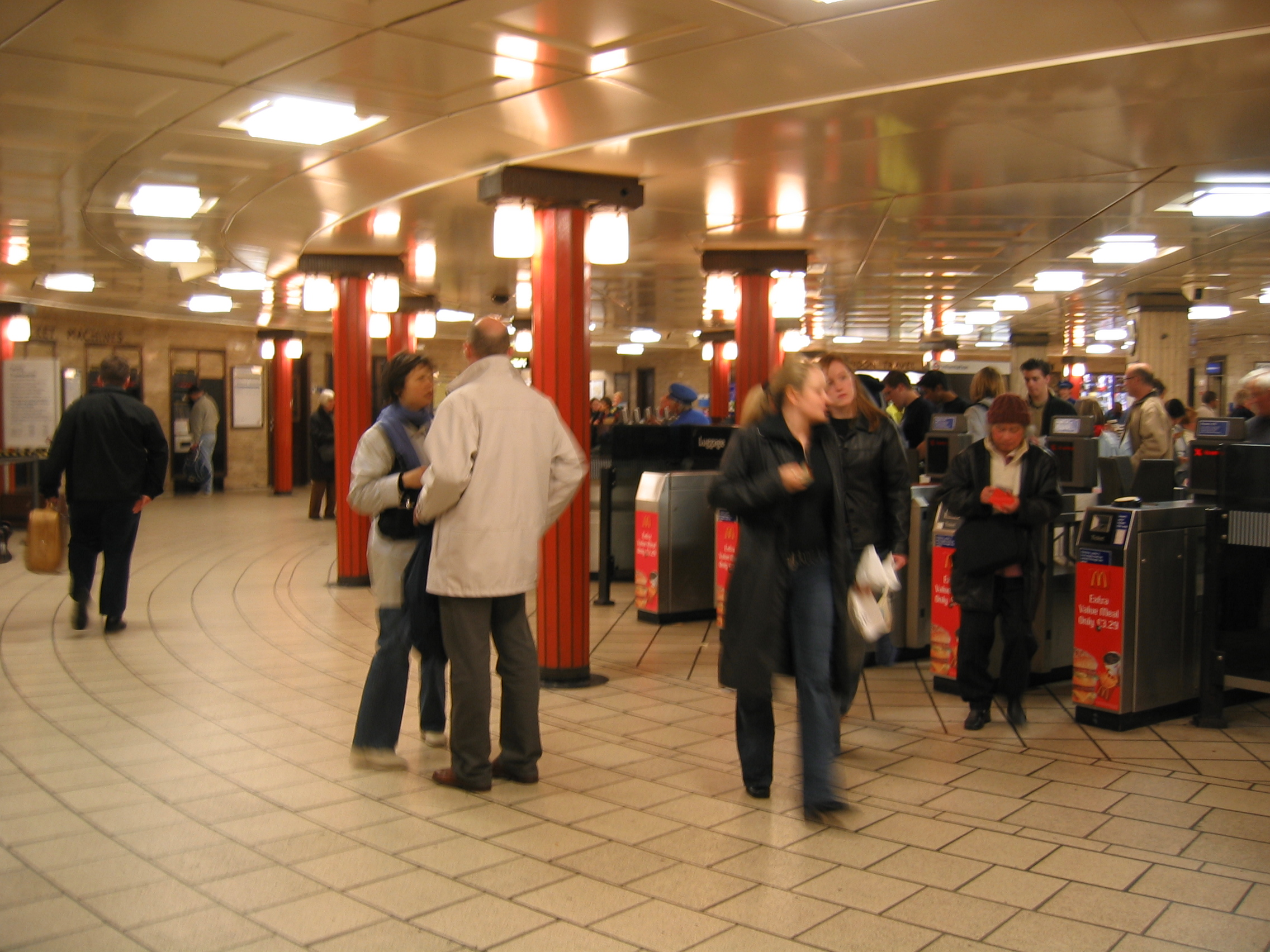
皮卡迪利圓環站內景觀
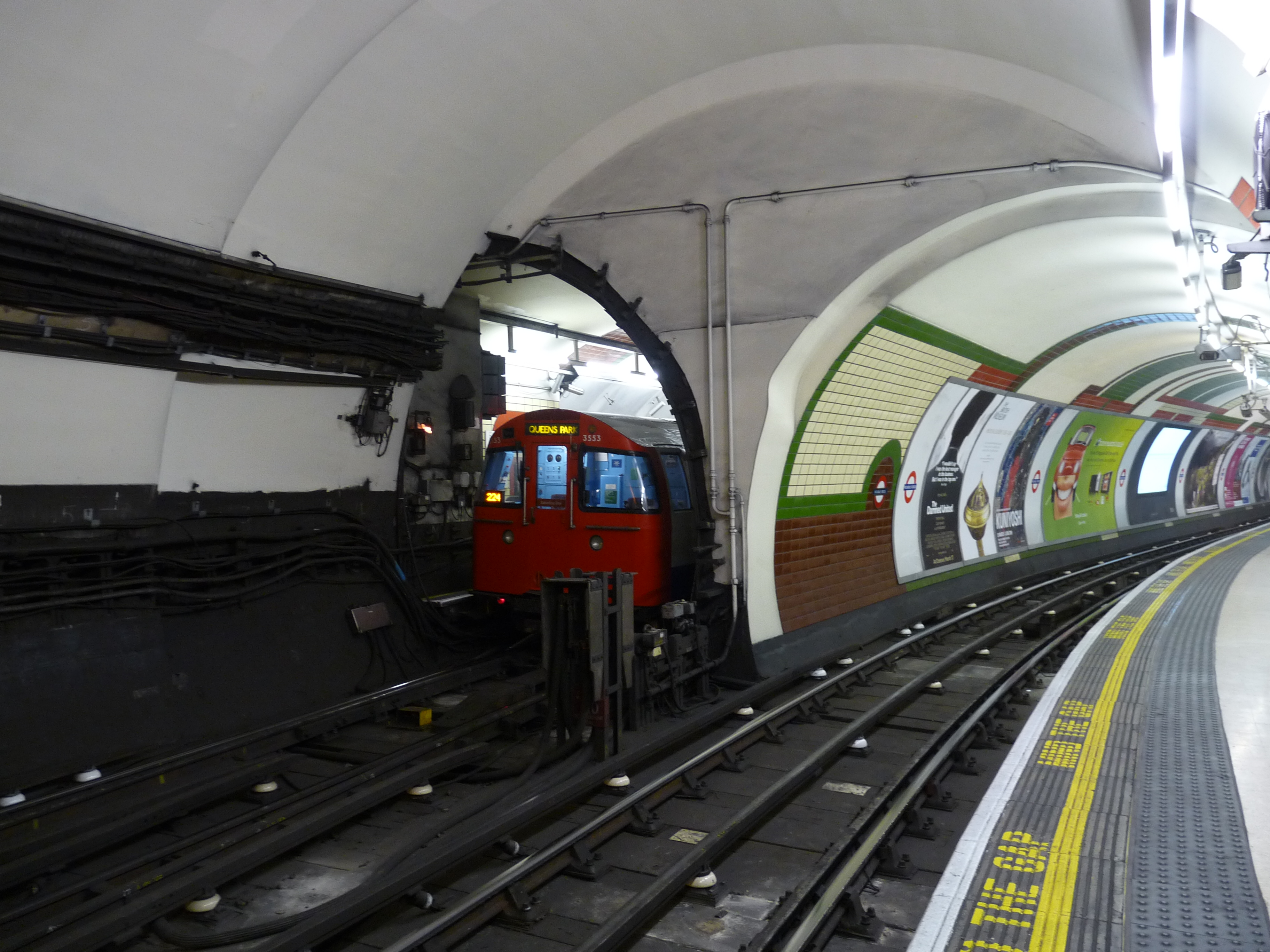
貝克盧線月台
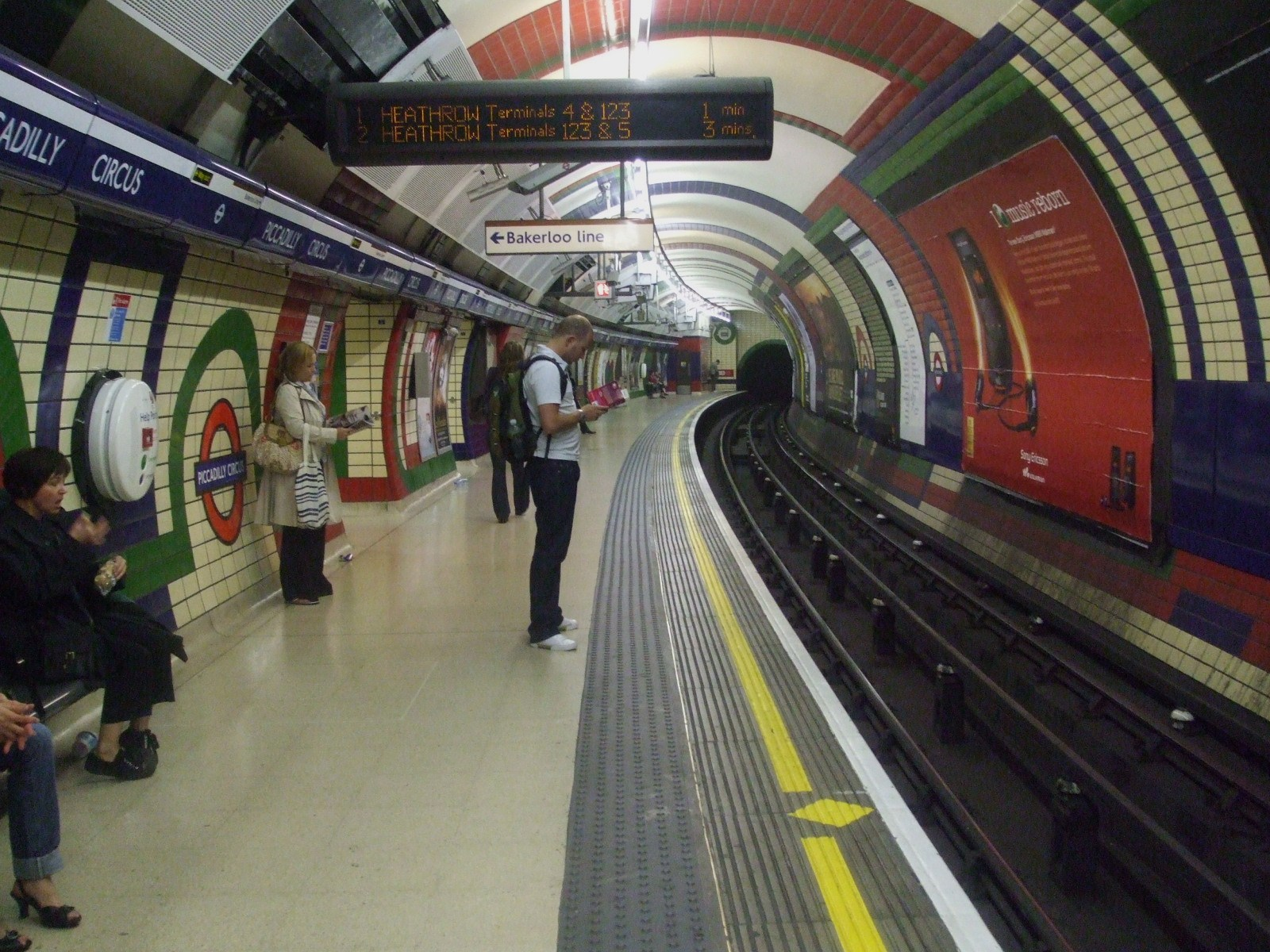
皮卡迪利線月台

## 接駁交通
倫敦巴士3、6、12、13、14、19、22、23、38、88、94、139、159、453路，以及夜間路線N3、N13、N18、N19、N22、N29、N38、N97、N109、N136路服務此站。

## 外部連結
- . London Transport Museum.   [2017-04-30]. （原始内容存档于2008-03-18）.
  - Original station building shortly after opening
  - Sub-surface ticket hall in 1929
  - 1936 poster showing cut away of underground station arrangement
- . Illustrated history of Piccadilly Circus station. Royal Institute of British Architects. （原始内容存档于2011-05-04）.